# Акуй
Акуй (рум. Acui) — село в Кантемірському районі Молдови. Входить до складу комуни з адміністративним центром у селі Баймаклія.

## Населення
За даними перепису населення 2004 року у селі проживали 547 особи.
Національний склад населення села:
| Національність | Кількість осіб |
| -------------- | -------------- |
| молдавани      | 505            |
| гагаузи        | 33             |
| болгари        | 4              |
| румуни         | 2              |
| українці       | 1              |
| інші           | 2              |
| Всього         | 547            |